# Karl Schlögel
Karl Schlögel (* 7. března 1948, Hawangen, Bavorsko, Německo) je renomovaný německý historik zabývající se dějinami východní Evropy, který se specializuje na moderní Rusko, na období stalinismu, ruskou diasporu, disidentské hnutí, kulturní historii východní Evropy a na teoretické problémy popisu historie.

## Dílo
Je autorem řady monografií, za poslední práci Das sowjetische Jahrhundert. Archäologie einer untergegangenen Welt obdržel v roce 2018 Cenu lipského knižního veletrhu. První práce přeložená do angličtiny byla v roce 2012 Moscow 1937, za toto dílo obdržel v roce 2016 Preis des Historischen Kollegs.